# Eresing
Eresing is een gemeente in de Duitse deelstaat Beieren, en maakt deel uit van het Landkreis Landsberg am Lech.
Eresing telt 1.965 inwoners.
Apfeldorf ·
Denklingen ·
Dießen a.Ammersee ·
Eching a.Ammersee ·
Egling a.d.Paar ·
Eresing ·
Finning ·
Fuchstal ·
Geltendorf ·
Greifenberg ·
Hofstetten ·
Hurlach ·
Igling ·
Kaufering ·
Kinsau ·
Landsberg a.Lech ·
Obermeitingen ·
Penzing ·
Prittriching ·
Pürgen ·
Reichling ·
Rott ·
Scheuring ·
Schondorf a.Ammersee ·
Schwifting ·
Thaining ·
Unterdießen ·
Utting a.Ammersee ·
Vilgertshofen ·
Weil ·
Windach